# 为军人谋求司法正义博客
为军人谋求司法正义博客是一个军事司法（military justice）和退伍军人博客，主要讨论影响到澳大利亚和美国军人和退伍军人的议题。该博客的主题涉及军事司法、健康、信息自由、隐私、国防开支、现役工资、退休福利、住房和国家安全等。还讨论了军人和退伍军人行使（exercise）申诉权的权利以及影响他们的公平性问题。该博客由美国海军退伍军人诺伯特·罗勒·麦克莱恩三世奥康纳·基奥（Norbert Basil MacLean III O'Connor-Keough）创建于2009年3月，他拥有美澳双重国籍。
2010年2月，该博客因其重要性而被澳大利亚国家图书馆选中予以保存。